# Macédoine (film)
Pour les articles homonymes, voir Macédoine.
Pour plus de détails, voir Fiche technique et Distribution.

Macédoine (Opération Macédoine ou La Femme-sandwich en Belgique) est un film franco-italien de Jacques Scandelari sorti en 1971.

## Fiche technique
- Réalisation : Jacques Scandelari, assisté de Joseph Drimal
- Scénario : Dominique Fabre
- Directeur de la photographie : Henri Persin
- Montage : José Pinheiro
- Genre : comédie
- Date de sortie : janvier 1971 (France) 1972 (Italie)
- Durée : 100 minutes

## Distribution
- Michèle Mercier :  Macédoine
- Bernard Fresson
- Robert Webber
- Cathy Rosier
- Pierre Brasseur
- Henri Piégay
- Hubert Deschamps
- Raymond Bussières
- Léon Zitrone (non crédité)
- Jean-Michel Ribes (non crédité)
- Denise Fabre (non créditée)